# Куріпка яванська
Курі́пка яванська (Arborophila javanica) — вид куроподібних птахів родини фазанових (Phasianidae). Ендемік індонезійського острова Ява.

## Опис
Довжина птаха становить 28 см. Виду не притаманний статевий диморфізм. Верхня частина голови рудувата, груди сірі, крила коричневі, обличчя чорне, щоки білуваті, на скронях білуваті плями. Живіт рудий. посередині біла пляма. Лапи червоні. У молодих птахів обличчя білувате, дзьоб червонувато-коричневий.

## Підвиди
Виділяють два підвиди:
- A. j. javanica (Gmelin, JF, 1789) — захід і центр Яви;
- A. j. lawuana Bartels, M, 1938 — схід центральної Яви.

## Поширення і екологія
Яванські куріпки живуть у гірських і рівнинних вологих тропічних лісах. Зустрічаються на висоті від 300 до 3000 м над рівнем моря.